# シュヴァルツゴルト
シュヴァルツゴルト（Schwarzgold）はドイツの競走馬、繁殖牝馬。1940年にドイツ1000ギニー、ドイツオークス、ドイチェスダービー、ベルリン大賞をいずれも圧勝するなどの戦績を残したほか、繁殖牝馬としても現代まで活躍馬を輩出する一大牝系の祖となった。

## 血統表
| シュヴァルツゴルト (Schwarzgold)の血統 | シュヴァルツゴルト (Schwarzgold)の血統                                                    | シュヴァルツゴルト (Schwarzgold)の血統                                                    | （血統表の出典）                                                                          | （血統表の出典）  |
| 父系                                   | アルヒミスト系 （ダークロナルド系）                                                       | アルヒミスト系 （ダークロナルド系）                                                       | アルヒミスト系 （ダークロナルド系）                                                       | [ § 2 ]           |
| 父 Alchimist 1930 青毛                 | 父の父Herold 1917 黒鹿毛                                                                  | Dark Ronald                                                                               | Bay Ronald                                                                                | Bay Ronald        |
| 父 Alchimist 1930 青毛                 | 父の父Herold 1917 黒鹿毛                                                                  | Dark Ronald                                                                               | Darkie                                                                                    |                   |
| 父 Alchimist 1930 青毛                 | 父の父Herold 1917 黒鹿毛                                                                  | Hornisse                                                                                  | Ard Patrick                                                                               | Ard Patrick       |
| 父 Alchimist 1930 青毛                 | 父の父Herold 1917 黒鹿毛                                                                  | Hornisse                                                                                  | Hortensia                                                                                 |                   |
| 父 Alchimist 1930 青毛                 | 父の母Aversion 1914 青鹿毛                                                                | Nuage                                                                                     | Simonian                                                                                  | Simonian          |
| 父 Alchimist 1930 青毛                 | 父の母Aversion 1914 青鹿毛                                                                | Nuage                                                                                     | Nephte                                                                                    |                   |
| 父 Alchimist 1930 青毛                 | 父の母Aversion 1914 青鹿毛                                                                | Antwort                                                                                   | Ard Patrick                                                                               | Ard Patrick       |
| 父 Alchimist 1930 青毛                 | 父の母Aversion 1914 青鹿毛                                                                | Antwort                                                                                   | Alveole                                                                                   |                   |
| 母 Schwarzliesel 1931 鹿毛             | 母の父Oleander 1924 鹿毛                                                                  | Prunus                                                                                    | Dark Ronald                                                                               | Dark Ronald       |
| 母 Schwarzliesel 1931 鹿毛             | 母の父Oleander 1924 鹿毛                                                                  | Prunus                                                                                    | Pomegranate                                                                               |                   |
| 母 Schwarzliesel 1931 鹿毛             | 母の父Oleander 1924 鹿毛                                                                  | Orchidee                                                                                  | Galtee More                                                                               | Galtee More       |
| 母 Schwarzliesel 1931 鹿毛             | 母の父Oleander 1924 鹿毛                                                                  | Orchidee                                                                                  | Orseis                                                                                    |                   |
| 母 Schwarzliesel 1931 鹿毛             | 母の母Schwarze Kutte 1920 鹿毛                                                            | Black Jester                                                                              | Polymelus                                                                                 | Polymelus         |
| 母 Schwarzliesel 1931 鹿毛             | 母の母Schwarze Kutte 1920 鹿毛                                                            | Black Jester                                                                              | Absurdity                                                                                 |                   |
| 母 Schwarzliesel 1931 鹿毛             | 母の母Schwarze Kutte 1920 鹿毛                                                            | Raiment                                                                                   | William the Third                                                                         | William the Third |
| 母 Schwarzliesel 1931 鹿毛             | 母の母Schwarze Kutte 1920 鹿毛                                                            | Raiment                                                                                   | Caparison F-No.16-c                                                                       |                   |
| 母系(F-No.)                            | 16号族(FN:16-c)                                                                           | 16号族(FN:16-c)                                                                           | 16号族(FN:16-c)                                                                           | [ § 3 ]           |
| 5代内の近親交配                        | Dark Ronald 3×4=18.75%、Ard Patrick 4×4=12.50%、Morganette 5×5×5=9.38%、St.Simon5×5=6.25% | Dark Ronald 3×4=18.75%、Ard Patrick 4×4=12.50%、Morganette 5×5×5=9.38%、St.Simon5×5=6.25% | Dark Ronald 3×4=18.75%、Ard Patrick 4×4=12.50%、Morganette 5×5×5=9.38%、St.Simon5×5=6.25% | [ § 4 ]           |
| 出典                                   | 1. 2. 3. 4.                                                                               | 1. 2. 3. 4.                                                                               | 1. 2. 3. 4.                                                                               | 1. 2. 3. 4.       |

### 血統背景
父アルヒミストは現役時代にドイチェスダービー、ベルリン大賞、バーデン大賞を制し、種牡馬としても本馬の他に名種牡馬ビルクハーン（Birkhahn、モンズーンの母父父父、アーバンシーの母母母父）を出している。
母シュヴァルツリーゼルはドイツ史上最強馬とも言われるオレアンダーを父に持ち、現役時代は1934年独1000ギニーに優勝するなどの戦績を残した。
祖母シュヴァルツェクッテは繁殖牝馬として良績を残しており、母の全弟には1935年独2000ギニー、ドイチェスダービー、ベルリン大賞、1936年ベルリン大賞に優勝したシュトゥルムフォーゲル（Sturmvogel）がいる。

## 競走馬時代

### 2歳
1939年5月、牝馬試験レネン（Versuchsrennen der Stuten）に鞍上G.シュトライト（G.Streit）で出走しデビュー戦を迎える。ここではトルクサ（Truxa）にクビ差の2着となったが、その後の競走は6馬身差、5馬身差でいずれも逃げ切って圧勝。
続く8月のツークンフツレネン（Zukunfts-Rennen)を3馬身差、9月のオッペンハイムレネン（Oppenheim-Rennen）も4馬身差で制し4連勝とするが、2歳最終戦となった10月のラティボアレネン（Ratibor Rennen）でフィニートア（Finitor）に半馬身差の2着に敗れ、この年を終える。

### 3歳
1940年の初戦として5月のヘンケルレネン（Henckel-Rennen、現ドイツ2000ギニー、6頭立て）に出走したが、同じく牝馬のニューワ(Newa）に3/4馬身及ばず2着に敗れ、これが生涯最後の敗戦となった。
その後は圧勝続きでの連勝となる。次走となった6月のキサッソニーレネン（Kisasszony-Rennen、現ドイツ1000ギニー、5頭立て）では前走で敗れたニューワに6馬身差を付けて圧勝。母シュヴァルツリーゼルも1934年の同レースを制しており、母娘制覇となった。続くドイツオークスでも2着に「大差」（W、10馬身以上）を付けて圧勝した。
次走には再び牡馬相手となるドイチェスダービー（13頭立て）を選択。ここでも逃げの手を打ち後続との差を広げ続け、最終的に2着サムライ（Samurai）に10馬身差を付けて勝利。サムライも3着馬を5馬身引き離しており、本馬の強さが際立つ結果となった。
8月のオレアンダーレネン（Oleander Rennen）は僅か3頭立てとなり、再び大差で勝利。9月の帝都大賞（Großer Preis der Reichshauptstadt、現ベルリン大賞）ではサムライとの再戦となったが、3着馬を大きく引き離したサムライにさらに大差を付けて圧勝。12戦9勝2着3回の戦績を残し引退した。

### 競走成績
| 出走日    | 競馬場           | 競走名                             | 距離（m） | 着順 | 騎手             | 着差    | 1着（2着）馬   |
| --------- | ---------------- | ---------------------------------- | --------- | ---- | ---------------- | ------- | -------------- |
| 1939.05月 | ホッペガルテン   | 牝馬試験レネン                     | 芝1000    | 2着  | Ｇ．シュトライト | アタマ  | Truxa          |
| 1939.07月 | ホッペガルテン   | スポーンレネン                     | 芝1000    | 1着  | Ｇ．シュトライト | 6馬身   | （Graf Alten） |
| 1939.08月 | ホッペガルテン   | オーキデーIIレネン                 | 芝1200    | 1着  | -                | 5馬身   | （Ellerich）   |
| 1939.08月 | バーデンバーデン | ツークンフツレネン                 | 芝1200    | 1着  | O.シュミット     | 3馬身   | （Coronary）   |
| 1939.09月 | ホッペガルテン   | オッペンハイムレネン               | 芝1200    | 1着  | H.ベルント       | 4馬身   | （Ellerich）   |
| 1939.10月 | ホッペガルテン   | ラティボアレネン                   | 芝1400    | 2着  | H.ベルント       | 1/2馬身 | Finitor        |
| 1940.05月 | ホッペガルテン   | ヘンケルレネン（独2000ギニー）     | 芝1600    | 2着  | G.シュトライト   | 3/4馬身 | Newa           |
| 1940.06月 | ホッペガルテン   | キサッソニーレネン（独1000ギニー） | 芝1600    | 1着  | G.シュトライト   | 6馬身   | （Newa）       |
| 1940.06月 | ホッペガルテン   | ディアナ賞（独オークス）           | 芝2000    | 1着  | G.シュトライト   | 大差    | （Manolita）   |
| 1940.06月 | ハンブルク       | ドイチェスダービー                 | 芝2400    | 1着  | G.シュトライト   | 10馬身  | （Samurai）    |
| 1940.08月 | ホッペガルテン   | オレアンダーレネン                 | 芝2400    | 1着  | G.シュトライト   | 大差    | （Octavianus） |
| 1940.09月 | ホッペガルテン   | 帝都大賞                           | 芝2400    | 1着  | G.シュトライト   | 大差    | （Samurai）    |

競走成績の出典：

### 評価
敗れた3度のレースはいずれも惜敗、他は全て馬なりでの圧勝であった。ダービーと帝都大賞で破ったサムライは後にドイチェスセントレジャー、バーデン大賞を制するなど相手関係も決して弱くはなく、ネレイデ（Nereide、10戦無敗、凱旋門賞連覇などの実績を残した名牝コリーダを破ったことで有名）と並ぶドイツの歴史的名牝と評価されている。
ラストランとなった帝都大賞での大差勝ちは圧巻で、ドイツの競馬で行われる「レース判定（Richterspruch）」では正規の5段階評価（Kampf（接戦）・Sicher（確勝）・ Leicht（楽勝）・Uberlegen（圧勝）・ Hochuberlegen（大圧勝））に無い「Verhaltene（控える）」との判定がなされた。
本馬の功績を称え、キサッソニーレネンは本馬が優勝した翌年の1941年から1982年まで「シュヴァルツゴルトレネン（Schwarzgold-Rennen）」として施行されていた。現在は同名のレースが独1000ギニートライアル（G3）として行われている。

## 繁殖牝馬時代
引退後は繁殖牝馬となったが、感染病（ansteckende Streptokokken）のために1951年、13歳で死亡。母としてはシュヴァルツェパーレ（Schwarze Perle、父Bubbles）、シュヴァルツブラウロート（Schwarzblaurot、父Magnat）の2頭の牝馬しか残せなかった。
しかしその後、シュヴァルツブラウロートが繁殖牝馬として成功。直仔に大レースの勝ち馬は現れなかったものの、産駒が次々と母として成功を収めた。
1952年生まれのシェヘレザード（Scheherezade）は母としてシェーンブルン（Schönbrunn、1969年独1000ギニー・独オークス・1970年ドーヴィル大賞典）を産んだ。シェーンブルンは繁殖牝馬としても活躍し、牝系子孫にはサガス（1984年凱旋門賞・1985年ガネー賞・イスパーン賞）やザグレブ（1996年愛ダービー）、スタインレン（Steinlen、1989年バーナードバルークH・アーリントンミリオン・BCマイル・1990年ハリウッドターフH）、スタセリタ（2009年サンタラリ賞・仏オークス・ヴェルメイユ賞・2010年ジャンロマネ賞・2011年ビヴァリーDS・フラワーボウル招待S）、ソウルスターリングなどが出ている。その他、シェーンブルンの半妹セミラミス（Semiramis）の子孫にヴェロックスなど。
日本と関係が深いのは1954年に生まれたズライカ（Suleika）から繋がる牝系である。ズライカは母としてサベラ（Sabera、1964年独オークス）を産み、さらに孫の代からはサベラの仔スタイヴァザント（1976年独ダービー・独セントレジャー・1978年ミラノ大賞典）、サヨナラ（Sayonara）の仔スワジ（Swazi、1976年独2000ギニー）、スリップアンカー（1985年英ダービー）、ザクシフラガ（Saxifraga）の仔スレンデレラ（Slenderella、1984年独1000ギニー・独オークス）が出るなど、子孫が2代の内にドイツのクラシック競走全てに加え英ダービーを制するという成功を収めた。ズライカ産駒サンタルチアナ（Santa Luciana）の仔アグサンとサトルチェンジが日本に輸入され、前者はビワハイジ、ブエナビスタ、ジョワドヴィーヴルらの祖先に、後者はマンハッタンカフェらの牝祖となっている。その他同馬の牝系子孫にはサリオスなど。
1955年生まれのサブリーナ（Sabrina）も重賞馬が多数名を連ねる牝系の祖となっており、子孫にはサナガス（Sanagas、2011年ハリウッドターフカップS）、シリウス（Sirius、2014年ベルリン大賞）などがいる。
シュヴァルツェパーレの牝系は発展しなかったものの今も牝系自体は続いており、ドイツとフランスで重賞を勝ったソアーヴェ（Soave）はシュヴァルツェパーレを6代母に持つ。

## シュヴァルツゴルトのファミリーライン（Sライン）
シュヴァルツブラウロートを通じて発展した本馬の子孫にはドイツのルールに従ってイニシャルが「S」の馬が多く、この牝系は「ドイツのSライン」、「シュレンダーハン牧場のSライン」とも呼ばれる。
牝系図の主要な部分（G1競走優勝馬、ドイツのクラシック競走優勝馬（ダービー・オークスのみG1）、日本の重賞馬）は以下の通り。*は日本に輸入された馬。
Little Agnes 1856 --- 16-cの祖
　Fair Agnes 1863
　　Wild Aggie 1870
　　　Frivolous 1875
　　　　Tinsel 1889
　　　　　Caparison 1900
　　　　　　Raiment 1913
　　　　　　　Schwarze Kutte 1920  ---Sラインの祖
　　　　　　　｜Schwarzliesel 1931（独1000ギニー)
　　　　　　　｜　Schwarzgold ---←(改行)
　　　　　　　｜Sturmvogel 1932（独2000ギニー・独ダービー・ベルリン大賞連覇）
---↓ドイツのSライン
- Schwarzgold 1937（独1000ギニー・独オークス・独ダービー・ベルリン大賞）
  - Schwarzblaurot 1947（2着・ドイツ牝馬賞）
    - Scheherezade 1952（3着・独1000ギニー）[11]
      - Schönbrunn 1966（独1000ギニー・独オークス）[12]
        - Seneca 1973
          - Sagace 1980（凱旋門賞・ガネー賞・イスパーン賞）
          - *スターリフト 1984（ロワイヤルオーク賞）[29]

        - Southern Seas 1975
          - Sea Symphony 1980
            - Suivez 1990
              - Suivi 1999
                - Sunny Queen 2017（バイエルン大賞）

              - Soignee 2002（2着・レゼルヴォワール賞）
                - *スタセリタ 2006（サンタラリ賞・仏オークス・ヴェルメイユ賞・ジャンロマネ賞・ビヴァリーDS・フラワーボウル招待S）
                  - *サザンスターズ 2013
                    - スターズオンアース 2019（桜花賞・優駿牝馬）

                  - ソウルスターリング 2014（阪神JF・チューリップ賞・優駿牝馬）
                  - シェーングランツ 2016（アルテミスS）

                - Salicorne 2009
                  - Sauterne 2020（ムーランドロンシャン賞）[30]

                - Speralita 2014
                  - Sparkling Plenty 2021 (仏オークス)

          - Sophonisbe 1981
            - *ザグレブ 1993（愛ダービー）

          - Steinlen 1983（バーナードバルークH・アーリントンミリオン・BCマイル・ハリウッドターフH）[14]
          - Supergirl 1994
            - Super Lina 2001
              - Super Pie 2008
                - Olmedo 2015（仏2000ギニー）[31]

      - Semiramis 1968
        - Sankt Johanna 1984
          - Schwarzmeer 1992
            - Schwarzach 2000
              - *セルキス 2008（G2・ディアナトライアル）
                - ヴェロックス 2016(2着・皐月賞、神戸新聞杯)

    - Suleika 1954
      - Sabera 1961（独オークス）[16]
        - *スタイヴァザント 1973（独ダービー・独セントレジャー・ミラノ大賞典）[17]

      - Senitza 1963
        - Salesiana 1973
          - Saite 1978
            - Salde 1992
              - Saldenehre 2000
                - *セリエンホルデ 2013（独オークス）[32]
                  - *シュネルマイスター 2018（NHKマイルC、毎日王冠、マイラーズC）

              - Super Lina 2001（G3バーデンヴュルテンベルクトロフィー、2着・オイロパ賞)
                - *サロミナ 2009（独オークス）
                  - サラキア 2015（府中牝馬S、2着・エリザベス女王杯、有馬記念)
                  - サリオス 2017（サウジアラビアRC・朝日杯FS・毎日王冠、2着・皐月賞、東京優駿)
                  - サフィラ 2021（阪神牝馬S)

            - Sweet Tern 1994
              - Sworn Pro 2006
                - Sweet Thomas 2012（独セントレジャー）[33]

          - Salonrolle 1993
            - Salonblue 1998
              - Saloon Rum 2004
                - Saloon Sold 2014
                  - Sammarco 2019（独ダービー、ダルマイヤー大賞）[34]

      - Sayonara 1965（アドルフシンドリングレネン、2着・独オークス）
        - Swazi 1973（独2000ギニー)[18]
        - Set Sail 1979
          - Set Up 1992
            - Upsetthym 1998（オークランドC）[35]

        - Sandy Island 1981（G3・ランカシャーオークス）
          - Subterfuge 1993
            - Sequin 1997
              - Subsequent 2008
                - Summer Passage 2014（新G1・システマS）[36]

            - Scintillation 2000（香港クラシックマイル・センテナリースプリントC連覇）[37]

          - Spa 1995
            - Spasha 2008
              - Hello Youmzain 2016（スプリントC・ダイヤモンドジュビリーS）[38]

        - Slip Anchor 1982（英ダービー）

      - Saxifraga 1966
        - Smeralda 1975
          - Soto-Grande 1981（独2000ギニー）[39]

        - Slenderella 1981（独1000ギニー・独オークス）[19]
        - Scilla 1983
          - Solon 1992（オイロパ賞）[40]

      - Santa Luciana 1973
        - *アグサン 1985[21]
          - ビワハイジ 1993（札幌3歳S・阪神JF）
            - アドマイヤジャパン 2002（京成杯）
            - アドマイヤオーラ 2004（シンザン記念・弥生賞・京都記念）
            - ブエナビスタ 2005（阪神JF・チューリップ賞・桜花賞・優駿牝馬・京都記念・ヴィクトリアマイル・天皇賞（秋）・ジャパンC）
            - アーデルハイト 2007
              - ロッテンマイヤー 2013
                - エンブロイダリー 2022（桜花賞・クイーンC）

            - トーセンレーヴ 2008（エプソムC）
            - ジョワドヴィーヴル 2009（阪神JF）
            - サングレアル 2011（フローラS）
              - メルキオル 2022（ブルーバードC）

        - *サトルチェンジ 1988[22]
          - *エアスマップ 1995（オールカマー）
          - マンハッタンカフェ 1998（菊花賞・有馬記念・天皇賞（春））
          - マンハッタンフィズ 2001
            - アプリコットフィズ 2007（クイーンC・クイーンS）
            - クレスコグランド 2008（京都新聞杯）
            - ダービーフィズ 2010（函館記念）

    - Sabrina 1955[23]
      - Shura 1962
        - Shantou 1973
          - Shona 1986
            - Scota 1999
              - Sanagas 2006（ハリウッドターフCS）[24]

            - Sevgi 2000
              - Saratina 2005
                - Sirius 2011（ベルリン大賞）[25]

            - Sherifa 2003
              - Cherry Danon 2009
                - Calif 2019（ バイエルンツフトレネン）

          - Schalmai 1988
            - Simply Red 1997
              - *スクービドゥー 2004
                - サウンドビバーチェ 2019（阪神牝馬S）

              - Sommermarchen 2006
                - Sommerlied 2013（南阿G1・サウスアフリカンフィリーズスプリント）[41]

牝系図の出典：Galopp-Sieger、牝系検索α